# Luigi Arialdo Radicati di Brozolo
Luigi Arialdo Radicati di Bròzolo (Milano, 12 ottobre 1919 – Pisa, 23 agosto 2019) è stato un fisico teorico italiano.

## Biografia e carriera

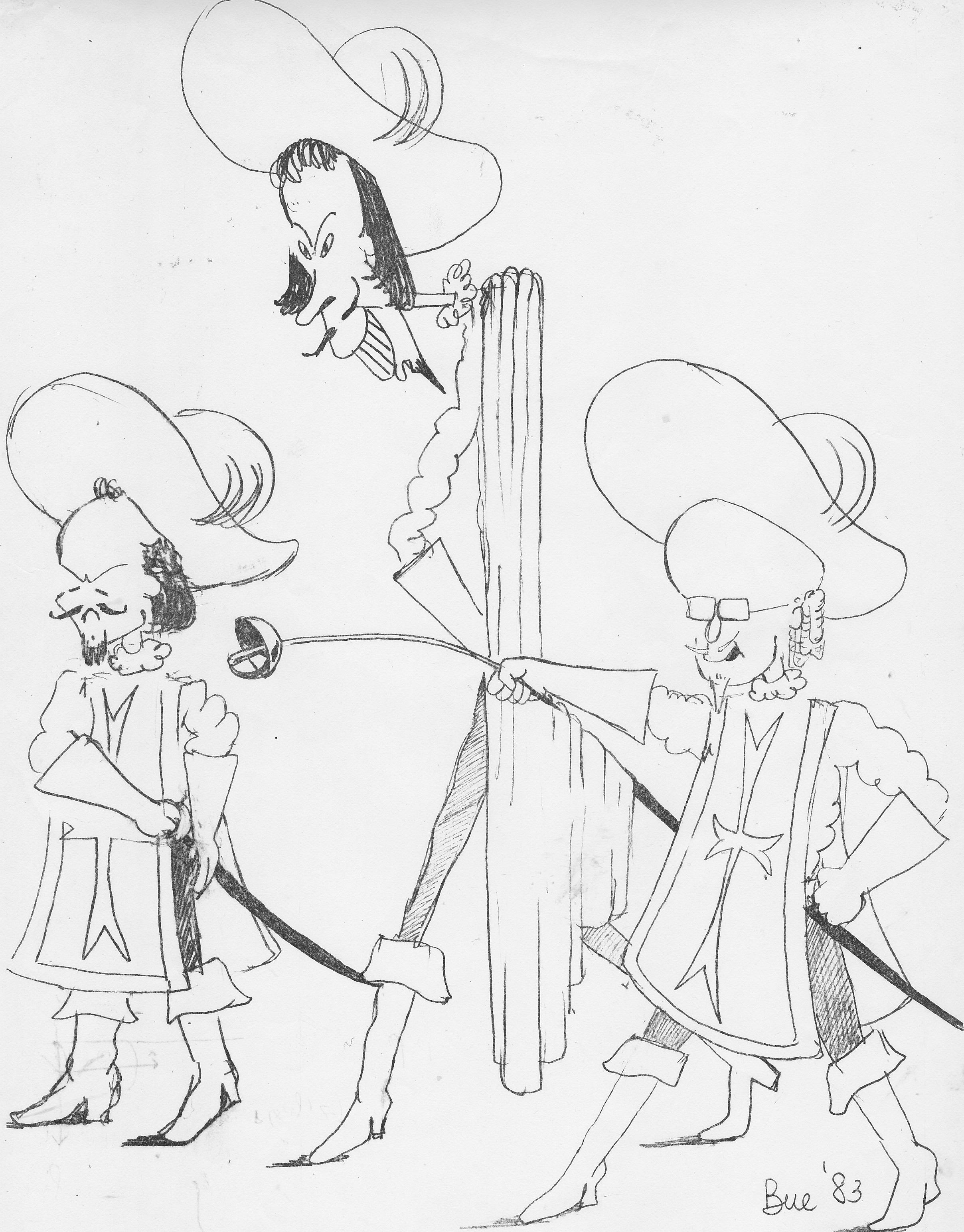
Caricatura dei professori del Seminario Fisico-Matematico nella Scuola Normale Superiore, anno accademico 1982-83. Da sinistra, Giuseppe Tomassini, Franco Conti, Luigi Radicati di Brozolo

Laureatosi in Fisica all'Università di Torino nel 1943 con Enrico Persico, iniziò la carriera accademica nel 1946 come assistente di Eligio Perucca all'Istituto di Fisica del Politecnico di Torino, dove rimase fino al 1951, anno in cui vinse una borsa di studio internazionale del CNR come research fellow all'Università di Birmingham, presso il cui gruppo di ricerca in fisica, diretto da Rudolf Peierls, rimase dal 1951 al 1953, quando fece rientro in Italia. Con Peierls, tuttavia, Radicati rimarrà sempre in contatto, invitandolo poi regolarmente, a suo tempo, come ospite della Scuola Normale Superiore di Pisa. Ritornato in Italia, dunque, avendo vinto un concorso per una cattedra di fisica teorica (gli altri due della terna vincitrice furono Carlo Salvetti, mandato a Milano, e Paolo Budinich, a Trieste), Radicati fu subito nominato professore straordinario di Fisica teorica all'Università di Napoli, dove insegnerà dal 1953 al 1955, anno in cui divenne ordinario della stessa disciplina all'Università di Pisa. Passò poi alla Scuola Normale Superiore nel 1962, rimanendovi in ruolo fino al 1989: in quest'ultima istituzione ricoprì la carica di vicedirettore dal 1961 al 1964 e quindi di direttore dal 1987 al 1991, succedendo a Edoardo Vesentini. Nel 1994, la nomina a professore emerito della Scuola Normale. Con Radicati, nasce la moderna scuola teorica pisana. Tra i suoi numerosi allievi di quegli anni vanno ricordati, per la loro rilevanza nel successivo sviluppo delle ricerche di fisica teorica ed astrofisica presso l'Istituto di Fisica dell'Università di Pisa e la Scuola Normale Superiore, diversi futuri docenti fra cui Sergio Rosati, Luigi Ettore Picasso, Adriano Di Giacomo, Pietro Menotti, Franco Strocchi, Francesco Pegoraro, Giampaolo Cicogna e Giuseppe Bertin.
Dal 1959 al 1961, Radicati è stato anche membro dell'Institute for Advanced Study (IAS) di Princeton, quindi professore visitatore alla Columbia University (1970), foreign fellow all'All Souls College di Oxford (1971), nonché professore visitatore all'Institut des Hautes Études Scientifiques (IHES) del cui comitato scientifico ha fatto parte per tre anni. È stato professore visitatore all'University of Michigan (1973) e alla Università del Texas a Austin (1978); quindi, visiting scientist al Brookhaven National Laboratory (1964) ed al CERN di Ginevra (1976-77).
È stato socio dell'Accademia Nazionale dei Lincei dal 1966, assumendone pure la carica di segretario accademico e amministratore fin dal 1994, dell'Accademia Nazionale dei XL, dell'Istituto Lombardo di Scienze e Lettere, dell'Accademia di Scienze di Napoli e dell'Accademia degli Intronati di Siena. Ha fatto parte del comitato direttivo dell'Enciclopedia del '900 dell'Istituto dell'Enciclopedia Italiana, oltre che esser stato consulente scientifico di diverse case editrici. È stato membro della European Physical Society (EPS), dell'American Physical Society (APS) e dell'Academia Europæa di Londra. Nel 1953 è stato premiato dalla Società Italiana di Fisica, nel 1958 ha ricevuto il Premio Nazionale per la Fisica Francesco Somaini e, nel 1966, gli è stato conferito il Premio Feltrinelli dell'Accademia dei Lincei. È stato Cavaliere della Legion d'Honneur e dottore Honoris Causa dell'École normale supérieure, onorificenze che gli sono state conferite nel 1994. Nel 2004 gli è stata altresì conferita l'onorificenza di Cavaliere di Gran Croce della Repubblica Italiana.
È morto nell'estate 2019, quasi centenario.

## Attività scientifica e di ricerca
La sua attività di ricerca ha inizialmente riguardato l'elettrodinamica quantistica e la teoria quantistica dei campi, quindi la fisica nucleare lavorando su regole di selezione rispetto allo spin isotopico, per transizioni di dipolo elettrico, e relativi limiti di validità; studio e validità delle simmetrie del gruppo continuo SU(4) e la fisica delle particelle elementari lavorando, tra l'altro, su simmetrie del gruppo continuo SU(6) per fermioni e bosoni e conseguenze di tali simmetrie sul momento magnetico dei fermioni e bosoni; regole di somma derivanti dall'algebra delle correnti elettromagnetiche; rottura spontanea della simmetria dei gruppi continui SU(3) ed SU(3) x SU(3); proprietà matematiche e relative interpretazioni fisiche dell'algebra di Lie di tali gruppi continui) con particolare riguardo alla cromodinamica quantistica, per poi dedicarsi a ricerche sia sulla rottura delle simmetrie in problemi classici (occupandosi, fra l'altro, di ellissoidi di Maclaurin, ellissoidi di Jacobi, figure di equilibrio di Poincaré ed altre possibili rotture di simmetria, con relative applicazioni astrofisiche) sia sulla rivelazione di onde gravitazionali.
Ha collaborato, fra gli altri, con i fisici Augusto Gamba, Renato Malvano, Bruno Touschek, Nicola Cabibbo, Marcello Cini, Tullio Regge, Luciano Fonda, Giacomo Morpurgo, Paolo Franzini, Emilio Picasso (1927-2014), Mirza Abdul Beg, Abraham Pais (1918-2000), Jun John Sakurai (1933-1982), Feza Gürsey (1921-1992) e, per parecchi anni, con il fisico e matematico francese Louis Michel (1923-1999).
Fra i tanti risultati conseguiti da Radicati, degni di nota sono l'aver formulato, con Gürsey nel 1964, una teoria unificata delle simmetrie SU(6) per il modello a quark basata su una classificazione teorica degli adroni mediante rappresentazioni dell'algebra di Lie di SU(6), nonché proposto, assieme a Michel intorno agli anni '70, una teoria dell'ottetto basata sulla geometria di SU(3). Un altro risultato interessante, conseguito verso la metà degli anni '60, fu la previsione teorica, avanzata assieme a Beg e Pais, secondo cui il valore, pari a meno due terzi, del rapporto fra il momento magnetico del neutrone e quello del protone, doveva essere in accordo con il corrispondente valore empirico entro gli errori sperimentali. A tal proposito, Luciano Maiani ricorda come effettivamente la determinazione sperimentale del valore di questo rapporto risultò esser molto vicino al suddetto valore teorico di meno due terzi, e che il successo di tale previsione teorica costituì un incoraggiante incentivo a continuare sulla scia del modello a quark, dando così il via ai primi programmi sperimentali ufficiali per la ricerca dei quark liberi.
Dal 1997 al 2000 è stato presidente dell'Associazione Normalisti. Padre di cinque figli, tra i quali Luca Radicati di Bròzolo, ordinario di Diritto Internazionale Privato all'Università Cattolica del Sacro Cuore di Milano, Luigi Radicati, anche dopo la nomina a professore emerito della Scuola Normale Superiore di Pisa nel 1994, rimase sempre attivo presso la comunità scientifica, soprattutto per il tramite dell'Accademia Nazionale dei Lincei, negli ultimi anni dedicandosi pure all'epistemologia ed alla storia della scienza.

## Riconoscimenti

### Affiliazioni
- Membro dell'Institute for Advanced Study di Princeton (1959-1961)
- Socio dell'Accademia Nazionale delle Scienze italiana (Accademia dei XL)
- Socio dell'Accademia delle Scienze di Napoli
- Socio dell'Istituto Lombardo di Scienze e Lettere
- Socio dell'Accademia Nazionale dei Lincei (1966; socio nazionale dal 1982)
- Membro del comitato direttivo dell'Enciclopedia del '900, edita dall'Istituto dell'Enciclopedia Italiana

### Onorificenze e premi
- Laurea honoris causa all'École Normale Supérieure
- Premio Feltrinelli per la fisica (1966)[22]